# Alomtegenwoordigheid
Alomtegenwoordigheid (omnipresent) is de eigenschap om overal tegelijkertijd aanwezig te zijn. Synoniem: ubiquiteit. In bepaalde religies en filosofische systemen wordt deze eigenschap toegeschreven aan God.
Een alomtegenwoordig wezen heeft (in potentie) kennis van alle veranderingen in het universum en is volgens sommige religies ook bij machte in te grijpen in de loop der gebeurtenissen of zich op meerdere plaatsen tegelijk te manifesteren.